# Arab Bank
Arab Bank – публічна банківська компанія, центральний офіс якої розташовано в Аммані, Йорданія.

## Історія
Банк був заснований 1930 року в Єрусалимі, Палестина. З часом мережа філій банку охопила більшу частину арабських країн. Головний офіс банку був переведений до Аммана, 1948 року. Створення Arab Bank (Swizerland) 1962 року започаткувало експансію арабського банку на міжнародні фінансові ринки.

## Сучасність
Нині мережа відділень, дочірніх банків та філій працює в основних фінансових центрах світу. Банк має понад 350 відділень у більш ніж 40 країнах.